# Bruno Donizete
Es un jugador Mexicano, que actualmente firmó contrato en el equipo de la segunda división del Club Deportivo Guadalajara de México. Es hijo del Delantero Osmar Donizete Cândido Exjugador de Tecos. También ha sido jugador de equipos como Campo Grande AC, Tecos en la categoría de Reservas, Sport Club Internacional, Inter de Porto Alegre y en Palmerias FC de Brasil, todos en divisiones inferiores.
Es un jugador hábil y rápido, que gusta de tomar la pelota e ir hacia el frente con fuerza. Actualmente reforzará al equipo Chivas Rayadas de la Segunda división. En cuyo caso tendrá carnet único para poder jugar en el primer equipo.